# Linfärjan Byälvan
Linfärjan Byälvan, färja 198, är en av Trafikverket Färjerederiets färjor. Hon byggdes på Mohögs Mekaniska Verkstad AB i Sundsvall  och levererades 1955 för att som "Högsäters färja II" sättas in på  Högsäterleden över Byälven mellan Högsäter och Fyxnäs. Hon byggdes om 1963.